# Dimetil-hidrazina assimétrica
A Dimetil-hidrazina assimétrica, também conhecida pela sigla UDMH (do inglês, Unsymetrical DiMethil Hidrazine), é um derivado da hidrazina, mais estável do que esta, usado como propelente de foguetes.